# Качулат индри
Качулатият индри (Propithecus verreauxi) е вид бозайник от семейство Индриеви (Indriidae). Видът е застрашен от изчезване.

## Разпространение и местообитание
Разпространен е в Мадагаскар.